# Planification régionale

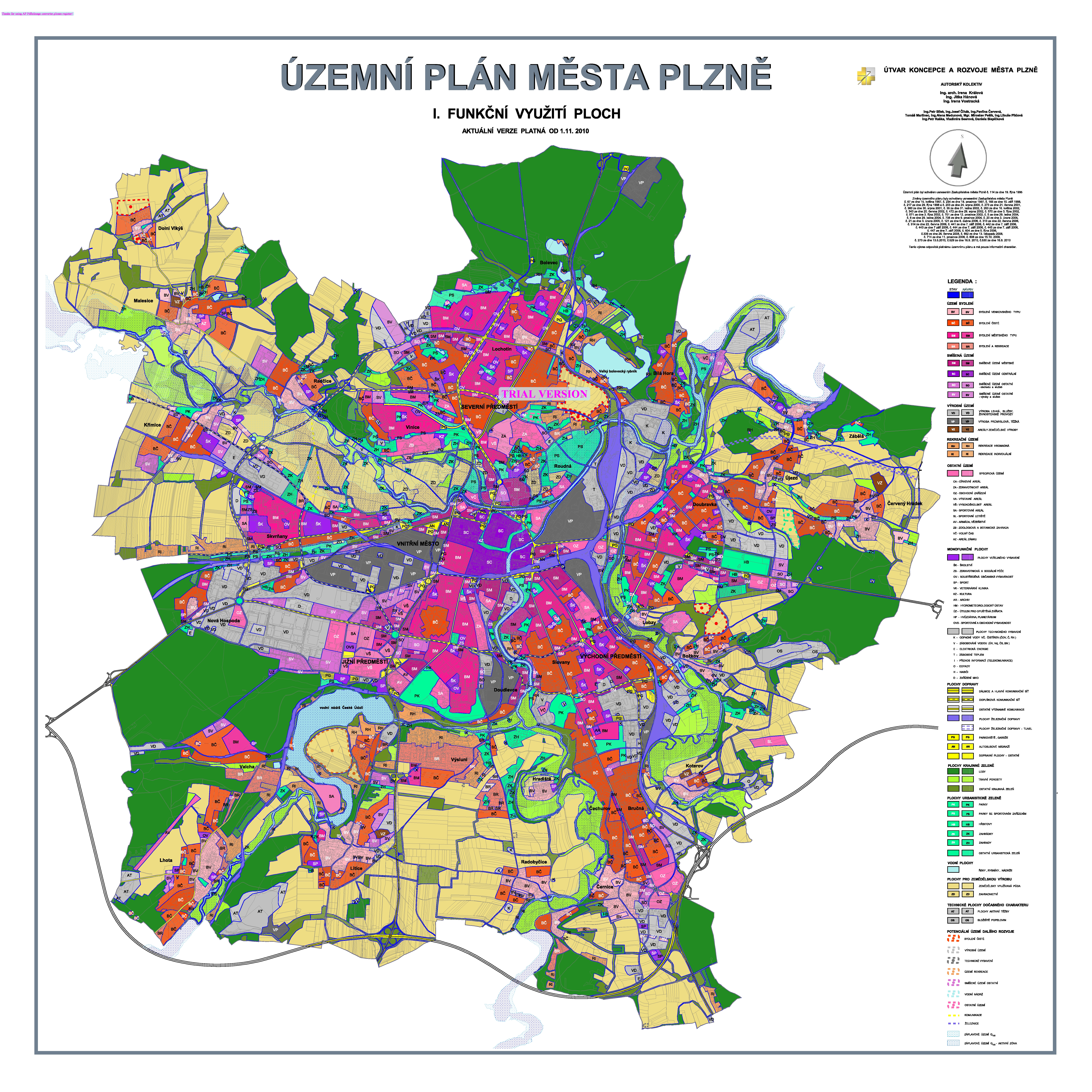
Plan d'aménagement de la ville de Plzen en 2010

La planification régionale correspond à un « encadrement par les pouvoirs publics du développement économique et social à l'aide d'un plan, grâce à la mise en œuvre d'instruments spécifiques. On parle de plan tant que l'action menée n'implique pas la localisation précise des implantations décidées ; on parle d'aménagement lorsque les documents élaborés indiquent les lieux, axes, ou aires où les interventions doivent avoir lieu. »
La planification régionale  intègre la planification spatiale et met en pratique les méthodes de la planification au service de l'aménagement du territoire et de l'urbanisme. On distingue différentes échelles de la planification spatiale :
- le territoire national : l'aménagement du territoire ;
- la région, le massif ou une bande littorale : la planification régionale ;
- le quartier, la ville, jusqu'à l'agglomération : l'urbanisme ;
- l'îlot ou un groupe de bâtiments dont la composition n'atteint pas la superficie du quartier : la composition urbaine ;
- le bâtiment : l'architecture.

## Théorie
"Une action de planification régionale peut être conçue de deux manières : elle peut apparaître comme la spécialisation, pour chacune des entités territoriales d'un pays, des actions d'encadrement décidées au niveau national ; elle peut résulter de décisions prises et appliquées dans le cadre des régions. Dans le second cas, un problème de coordination se pose, de manière à éviter que les régions ne se nuisent en essayant d'attirer chacune une part disproportionnée des investissements possibles, ou à éviter aussi que les ambitions régionales ne compromettent la réalisation des objectifs nationaux."